# 해군기술행정학교
해군기술행정학교(海軍技術行政學校)는 대한민국 해군의 군사학교이다. 경상남도 창원시 진해구에 위치하고 있다.

## 같이 보기
- 해군교육사령부